# Seattle Seahawks 1990
La stagione 1990 dei Seattle Seahawks è stata la 15ª della franchigia nella National Football League.

## Scelte nel Draft NFL 1990
| Giro/Scelta | Giocatore       | Ruolo            | College        |
| ----------- | --------------- | ---------------- | -------------- |
| 1/3         | Cortez Kennedy  | Defensive tackle | Miami (FL)     |
| 2/29        | Terry Wooden    | Linebacker       | Syracuse       |
| 2/34        | Robert Blackmon | Defensive back   | Baylor         |
| 4/89        | Chris Warren    | Running back     | Ferrum         |
| 5/119       | Eric Hayes      | Defensive Tackle | Florida State  |
| 6/146       | Ned Bolcar      | Linebacker       | Notre Dame     |
| 7/175       | Bob Kula        | Offensive tackle | Michigan State |
| 8/202       | Bill Hitchcock  | Offensive Tackle | Purdue         |
| 10/257      | Robert Morris   | Defensive end    | Valdosta State |
| 11/286      | Daryl Reed      | Defensive Back   | Oregon         |
| 12/312      | John Gromos     | Quarterback      | Vanderbilt     |

## Staff
Fonte:

## Calendario
| Turno | Data               | Avversario             | Risultato          | Stadio                        | Record             | Pubblico           |                    |                    |                    |
| 1     | 9/9/1990           | @ Chicago Bears        | S 0-17             | Soldier Field                 | 0-1                | 64.400             |                    |                    |                    |
| 2     | 16/9/1990          | Los Angeles Raiders    | S 13-17            | Kingdome                      | 0-2                | 61.889             |                    |                    |                    |
| 3     | 23/9/1990          | @ Denver Broncos       | S 31-34 DTS        | Mile High Stadium             | 0-3                | 75.290             |                    |                    |                    |
| 4     | 1/10/1990          | Cincinnati Bengals     | V 31-16            | Kingdome                      | 1-3                | 60.135             |                    |                    |                    |
| 5     | 7/10/1990          | @ New England Patriots | V 33-20            | Foxboro Stadium               | 2-3                | 39.735             |                    |                    |                    |
| 6     | 14/10/1990         | @ Los Angeles Raiders  | S 17-24            | Los Angeles Memorial Coliseum | 2-4                | 50.624             |                    |                    |                    |
| 7     | 21/10/1990         | Kansas City Chiefs     | V 19-7             | Kingdome                      | 3-4                | 60.358             |                    |                    |                    |
| 8     | Settimana di pausa | Settimana di pausa     | Settimana di pausa | Settimana di pausa            | Settimana di pausa | Settimana di pausa | Settimana di pausa | Settimana di pausa | Settimana di pausa |
| 9     | 4/11/1990          | San Diego Chargers     | S 14-31            | Kingdome                      | 3-5                | 59.646             |                    |                    |                    |
| 10    | 11/11/1990         | @ Kansas City Chiefs   | V 17-16            | Arrowhead Stadium             | 4-5                | 71.285             |                    |                    |                    |
| 11    | 18/11/1990         | Minnesota Vikings      | S 21-24            | Kingdome                      | 4-6                | 59.735             |                    |                    |                    |
| 12    | 25//1990           | @ San Diego Chargers   | V 13-10 OT         | Jack Murphy Stadium           | 5-6                | 50.097             |                    |                    |                    |
| 13    | 2/12/1990          | Houston Oilers         | V 13-10 DTS        | Kingdome                      | 6-6                | 57.592             |                    |                    |                    |
| 14    | 9/12/1990          | @ Green Bay Packers    | V 20-14            | Milwaukee County Stadium      | 7-6                | 52.015             |                    |                    |                    |
| 15    | 16/12/1990         | @ Miami Dolphins       | S 17-24            | Joe Robbie Stadium            | 7-7                | 57.851             |                    |                    |                    |
| 16    | 23/12/1990         | Denver Broncos         | V 17-12            | Kingdome                      | 8-7                | 55.845             |                    |                    |                    |
| 17    | 30/12/1990         | Detroit Lions          | V 30-13            | Kingdome                      | 9-7                | 50.681             |                    |                    |                    |

## Classifiche
| AFC West                | AFC West | AFC West | AFC West | AFC West | AFC West | AFC West | AFC West | AFC West | AFC West |
|                         | V        | S        | P        | %        | DIV      | CONF     | PF       | PS       | Str.     |
| ----------------------- | -------- | -------- | -------- | -------- | -------- | -------- | -------- | -------- | -------- |
| (2) Los Angeles Raiders | 12       | 4        | 0        | .750     | 6–2      | 9–3      | 337      | 268      | V5       |
| (5) Kansas City Chiefs  | 11       | 5        | 0        | .688     | 5–3      | 7–5      | 369      | 257      | V2       |
| Seattle Seahawks        | 9        | 7        | 0        | .563     | 4–4      | 7–5      | 306      | 286      | V2       |
| San Diego Chargers      | 6        | 10       | 0        | .375     | 2–6      | 5–9      | 315      | 281      | S3       |
| Denver Broncos          | 5        | 11       | 0        | .313     | 3–5      | 4–8      | 331      | 374      | V1       |

## Leader della squadra
| Leader della squadra   |                               |       |
| Categoria              | Giocatore                     | N.    |
| Yard passate           | Dave Krieg                    | 3.194 |
| Touchdown passati      | Dave Krieg                    | 15    |
| Yard corse             | Derrick Fenner                | 859   |
| Touchdown su corsa     | Derrick Fenner                | 14    |
| Ricezioni              | John Williams                 | 73    |
| Yard ricevute          | Tommy Kane                    | 776   |
| Touchdown su ricezione | Tommy Kane Jeff Chadwick      | 4     |
| Sack                   | Jacob Green                   | 12,5  |
| Intercetti             | Eugene Robinson Dwayne Harper | 3     |